# Епифаний Кипрский
Епифа́ний Ки́прский (греч. Ἐπιφάνειος Κύπρου, Епифа́ний Сала́мский, лат. Epiphanius Salaminis, Епифаний Константийский, греч. Επιφάνιος Κωνσταντίας; ум. май 403) — один из ранних Отцов Церкви, который прославился значительными обличениями ересей, одним из главных источников которых он считал учение Оригена. Воззрения его слагались под влиянием аскетов Египта и Палестины, во время борьбы Церкви с арианством, в которой и сам Епифаний принимал деятельное участие.
Причислен к лику святых в Православной и Католической церквях. Память — 12 (25) мая.

## Биография
Финикиец по своему происхождению, он получил образование в доме богатого еврея и потому сначала был иудеем. После смерти своего воспитателя принял христианство, раздал своё наследство бедным и удалился в Египет, где вёл отшельническую жизнь. По возвращении в Палестину, стал учеником знаменитого Аввы Илариона; предавался аскетическим подвигам в уединенной пустыне, где едва не был убит бедуинами; ходил с проповедью Евангелия к огнепоклонникам-парсам; наконец, переселился на остров Кипр, где в 367 был сделан епископом Саламина и управлял церковью кипрской 36 лет, отличаясь благочестием и благотворительностью. В 403 году по навету Феофила Александрийского отправился в Константинополь, чтобы добиваться смещения с кафедры Иоанна Златоуста, который якобы укрывал у себя еретиков-оригенистов. Убедившись в ложности обвинений, Епифаний отплыл обратно на Кипр, но умер во время морского перехода.
По церковному преданию, воскресил умершего сына язычника.

## Сочинения
Епифаний много путешествовал по разным странам и подолгу жил в тех местностях, которые в первые века были главными центрами развития сект; имел непосредственные сношения с некоторыми сектами, особенно гностическими; обладая редким для того времени знанием языков, преимущественно восточных, пользовался собраниями сочинений противоеретических и еретических и притом таких, которые потом были утрачены. Но он не имел хорошего общего философского образования, не изучал систематически и самого богословия, почему в ересеологических сочинениях его мало критики, многое представлено неточно и неверно; особенно неудовлетворительны хронологические показания. Отношение Епифания к античной культуре категорически отрицательное; философские и теологические мысли вызывали у него подозрения.
Обличению ересей посвящены два его сочинения: «Анкорат» (др.-греч. ἀνκυρωτός — «Слово якорное»), где раскрывается православное учение о Троице, воплощении, воскресении мёртвых и будущей жизни, преимущественно против ариан, полуариан, духоборцев и аполлинаристов; и «Панарион» (греч. πανάριον — аптека, ящик с лекарствами), в котором описываются и опровергаются 20 ересей дохристианских и 80 христианских. При всех своих недостатках, оба сочинения Епифания представляют обильный материал для истории развития христианских идей и в особенности идей еретических, заключая в себе, вместе с тем, массу сведений из других областей истории.
Другие сочинения Епифания:
1. «Книга о весах и мерах» (библейских), важная для истории метрологии; здесь же сведения о греческих переводах Библии;
2. «Физиолог» — наблюдения над свойствами библейских животных (в этом сочинении Епифанию принадлежат лишь примечания);
3. «О камнях» — объяснение 12 камней, бывших на нагруднике иудейского первосвященника;
4. «О 22 пророках Ветхого Завета и трёх Новых Заветов и о 12 апостолах и 70 учениках Христовых» — сочинение, ценное по устным церковно-историческим преданиям;
5. 12 проповедей, подлинность которых оспаривается.

Издания его сочинений:
1. Д. Петавия (греческий текст и латинский перевод, с примечаниями и с древней биографией его) — «Sancti Epiphanii Opera» (Париж, 1622 г. и Кёльн, 1682 г.). Следующие издания перепечатывались с него.
2. Минь, в «Patrologiae Cursus Completus. Series Graeca» (тт. XLI-XLIII).
3. Dindorf — Лейпциг, 1860 г.
4. Oeler’a — греческий текст сочинений ересеологических, Берлин, 1859—1869 гг.

Лучшая биография Епифания — у Миня, т. XLI.